# Portão de Ganja
O Portão de Ganja (em azeri:  Gəncə qapısı) é um dos quatro portões de entrada da fortaleza Shusha na cidade Shusha do Azerbaijão. A fortaleza e a cidade estiveram sob ocupação das forças armênias em 8 de maio de 1992, mas foi recapturada pelas forças do Azerbaijão em 8 de novembro de 2020, após uma batalha de três dias.

## Descrição
As paredes do Castelo Shusha foram construídas com quatro portões. O portão principal estava voltado para o norte em direção à estrada para a cidade de Ganja e, portanto, foi chamado de Portão de Ganja. O portão oeste estava voltado para as regiões ocidentais, incluindo Canato de Erevã e, portanto, foi chamado de Portão de Erevã. Os outros dois portões se abriram para as aldeias vizinhas nas montanhas. O castelo interno de Shusha ficava em um pico próximo ao Portão de Ganja. O Ganja Gate tem importância arquitetônica e faz parte da Reserva Histórica e Arquitetônica do Estado de Shusha. Portão de Ganja está localizado na rua Niyazi.